# Every Breath You Take
«Every Breath You Take» (en español: «Cada vez que respiras») es una canción power ballad interpretada por el grupo inglés de rock The Police, perteneciente al quinto y último álbum de estudio, titulado Synchronicity (1983). La canción fue escrita por el líder y vocalista del grupo Sting, se convirtió en el mayor éxito de 1983, encabezando la lista Billboard de los 100 sencillos más vendidos durante ocho semanas, siendo el único sencillo del grupo en esta tabla; perdurando así hasta hoy como insignia tanto de Sting, como del grupo musical.
Gracias a esta canción, Sting ganó el Grammy de la edición de 1984 a la canción del año, y The Police consiguió el premio a la mejor interpretación pop por un dúo o grupo. Además, está situada en la posición 84.ª de la lista de las 500 mejores canciones de todos los tiempos según la revista Rolling Stone.

## Origen y composición
La canción fue escrita por Sting en el colapso de su matrimonio con Frances Tomelty. Aunque a simple vista puede parecer una canción romántica, en realidad habla de una persona controladora y siniestra que está observando "cada vez que respiras, cada movimiento que haces" (every breath you take; every move you make).

Me desperté en mitad de la noche con esa línea en la cabeza, me senté al piano y la había escrito en media hora. La melodía en sí misma es genérica, un agregado de cientos de otras, pero la letra es interesante. Parece una canción de amor reconfortante. En ese momento no me di cuenta de lo siniestra que era. Creo que estaba pensando en el Gran Hermano, vigilancia y control.
Sting

Sting dijo más tarde que había quedado desconcertado al ver cuánta gente tomaba la canción como mucho más positiva de lo que en realidad era. Él insiste en que es acerca del amor no correspondido, sobre la obsesión con el amante perdido, los celos y la vigilancia que le siguen. "Una pareja, me dijo una vez: '¡Oh, nos encanta esa canción; la elegimos para que sonara en nuestra boda!' y yo pensé 'Bien, buena suerte.' Creo que es una canción muy, muy fea y siniestra y que la gente la ha confundido con una pequeña y dulce canción de amor."
Según el libro de la caja recopilatoria de Back to Mono, «Every Breath You Take» está influenciada por una canción de Gene Pitney «Every Breath I Take». La canción está compuesta en forma clásica de rondó con estructura ABACABA. La letra es muy similar al comienzo de la narración de una historia corta de ciencia ficción de Judith Merrill titulada "Whoever You Are". El estribillo parece deberle mucho a la canción de Leo Sayer «More Than I Can Say», grabada un par de años antes. Las letras de «Every breath I take» y «Every move I make», con el cambio de I por you, aparecen en la canción «D'yer Mak'er» de Led Zeppelin.
La demo de la canción fue grabada en ocho canales en el estudio North London's Utopia, con Sting cantando sobre la base de un órgano Hammond. Para la grabación Andy Summers trajo un arreglo de guitarra inspirado en Béla Bartók, que luego se convertiría en marca registrada de la canción, y lo tocó en una sola toma. Le habían pedido que agregara la guitarra sobre una pista que solo tenía bajo, batería, y la voz de Sting, quien no le dio más instrucciones que "haz lo tuyo".

Esto era difícil de conseguir, porque Sting escribió una canción muy buena, pero no había guitarra en ella. Él tenía este órgano Hammond que sonaba como Billy Preston. Ciertamente no sonaba como The Police, con esa parte del sintetizador grande y rodante. Pasamos cerca de seis semanas grabando solo la percusión y el bajo. Era una secuencia de acordes simple y clásica, pero no podíamos estar de acuerdo en cómo hacerlo. Había estado haciendo un álbum con Robert Fripp, y estaba haciendo una especie de experimentación con los duetos de violín de Bartok y había elaborado un nuevo riff. Cuando Sting dijo 've y haz lo tuyo', me fui y me quedé pegado a ella, y enseguida supimos que teníamos algo especial.
Andy Summers

El proceso de grabación estuvo lleno de problemas ya que las tensiones personales entre los miembros de la banda, especialmente entre Sting y Stewart Copeland, se hicieron presentes. El productor Hugh Padgham afirmó que durante las sesiones Sting y Copeland se agredían verbal y físicamente en el estudio. Dichas tensiones hicieron que casi tuvieran que suspender la grabación, hasta que en una reunión entre la banda y su mánager, Miles Copeland, llegaron a un acuerdo para continuar.
La pista de batería fue trabajada con cada instrumento de percusión por separado; el golpe principal de tambor fue creado superponiendo el sonido de un redoblante y el de un "gong drum". Las partes de sintetizador fueron agregadas por Summers con una guitarra Roland MIDI y sintetizadores Prophet-5 y Oberheim. La nota de piano repetida en el medio de la canción fue sugerida por Padgham, inspirado en similares arreglos que él había hecho con el grupo XTC.

En mi humilde opinión, esta es la mejor canción de Sting con el peor arreglo. Creo que Sting podría haber hecho que cualquier otro grupo hiciera esta canción y hubiera sido mejor que nuestra versión, excepto por la brillante parte de guitarra de Andy. Básicamente, hay una absoluta falta de ranura. Es una oportunidad totalmente desperdiciada para nuestra banda. A pesar de que hicimos incontables arreglos en ella, es el mayor éxito que hemos tenido.
Stewart Copeland

## Vídeo musical
La canción tuvo un vídeo musical (dirigido por el dúo Godley & Creme) basado libremente en el cortometraje de 1944 de Gjon Mili, Jammin 'the Blues. Filmado en blanco y negro, el vídeo muestra a la banda, acompañada de un pianista y una sección de cuerda, interpretando la canción en un salón de baile oscuro mientras un hombre lava la ventana del piso al techo detrás de ellos. Sting realiza su parte con un contrabajo en lugar de con su bajo eléctrico.
El video fue elogiado por su cinematografía; MTV (1999), Rolling Stone (1993) y VH1 (2002) lo nombraron como uno de los mejores vídeos musicales de todos los tiempos, colocándolo respectivamente en el lugar 16, 61 y 33 en sus listas de las 100 principales. Lanzado en los primeros días de MTV, Every Breath You Take fue uno de los primeros vídeos en ingresar a la rotación intensa, un hecho que contribuyó significativamente a la popularidad de la canción. La estrella del pop Richard Marx recuerda que "el primer vídeo que vi una y otra vez fue Every Breath You Take. Era como ver una película de Bergman. Los directores solían escribir cada palabra de las letras en un vídeo, pero este era el primer vídeo que sabía que no hizo eso. Era abstracto". Según Jeff Ayeroff, cofundador de A&M, "[El vídeo de] Every Breath You Take probablemente haya costado de $75,000 a $100,000, y vendimos más de 5 millones de discos. Con un buen vídeo, el retorno de su inversión fue fenomenal".

## Legado
«Every Breath You Take» se estableció rápidamente como una de las canciones más populares en el repertorio de The Police, cerrando actuaciones de la banda antes de la bises en el Synchronicity Tour (1983-1984) y más tarde en el The Police Reunion Tour (2007-2008).
Sting interpretó la canción en el Live Aid en el estadio Wembley de Londres en 1985, con Phil Collins en los coros adicionales, a una audiencia global estimada de 1,9 millones de personas viendo la transmisión en vivo. Sting lo realizó de nuevo 20 años después, en el Live 8.
En 1999, «Every Breath You Take» fue catalogada como una de las 100 mejores canciones del siglo por el IMC. En 2003, VH1 clasificó la canción en el puesto 2 de las mejores canciones exitosas de todos los tiempos. También, en 2003, Sting seguía recibiendo un promedio de 2000 dólares por día en regalías debido al aniversario número 20 de la canción.
The Police interpretó la canción en su inducción al Salón de la Fama del Rock and Rolll en 2003 con Gwen Stefani, Steven Tyler y John Mayer en los coros.

## Reconocimientos
- «Every Breath You Take» fue calificada como 94.ª mejor canción de todos los tiempos, así como también la tercera mejor canción de 1983, en una lista agregada de críticos en acclaimedmusic.net.
- La lista de la revista Rolling Stone de las 500 mejores canciones de todos los tiempos la colocó en el puesto n.º 84.
- En 1989, «Every Breath You Take» fue elegida de 95.ª por Rolling Stone en su lista de los "100 mejores singles de los últimos 25 años".

## Integrantes
- Sting: Voz principal y coros, bajo, piano y sintetizadores.
- Andy Summers: Guitarra eléctrica y coros.
- Stewart Copeland: Batería y caja de ritmos.

## En otros medios
- La canción «I'll Be Missing You» (1997) de Puff Daddy samplea la guitarra, el tambor y el bajo de la canción, y el estribillo es una interpolación de la letra.
- La melodía de la canción es usada por Maroon 5 en su tema «Won't Go Home Without You».

- En Eurovisión 2010, los daneses Chanée & N'evergreen versionaron la canción en «In a Moment Like This».

- En la película Just Go With It (2011) protagonizada por Adam Sandler y Jennifer Aniston, se puede escuchar un mashup entre «Every Breath You Take» y la canción de Snow Patrol "Chasing Cars", llamada «Every Car You Chase».
- Es una canción jugable en Wii Music.

## Posicionamiento en listas y certificaciones
| Listas (1983–2015)                             | Máxima posición |
| ---------------------------------------------- | --------------- |
| Alemania (Media Control AG)                    | 8               |
| Australia (Kent Music Report)                  | 2               |
| Austria (Ö3 Austria Top 40)                    | 8               |
| Bélgica (Flandes) (VRT Top 30)                 | 8               |
| Canadá (RPM Top Singles)                       | 1               |
| España (Lista de éxitos de España)             | 3               |
| España (Los 40 Principales)                    | 1               |
| Estados Unidos (Billboard Hot 100)             | 1               |
| Estados Unidos (Hot Adult Contemporary Tracks) | 5               |
| Estados Unidos (Dance/Disco Top 80)            | 26              |
| Estados Unidos (Mainstream Rock)               | 1               |
| Estados Unidos (Cash Box Top 100)              | 1               |
| Finlandia (Suomen virallinen lista)            | 5               |
| Francia (SNEP)                                 | 3               |
| Irlanda (IRMA)                                 | 1               |
| Israel (IBA)                                   | 1               |
| Italia (Musica e dischi)                       | 3               |
| Noruega (VG-lista)                             | 2               |
| Nueva Zelanda (Recorded Music NZ)              | 6               |
| Países Bajos (Dutch Top 40)                    | 6               |
| Polonia (Polish Airplay Top 100)               | 60              |
| Portugal (AFP)                                 | 184             |
| Reino Unido (UK Singles Chart)                 | 1               |
| Sudáfrica (Springbok Radio Top 20)             | 1               |
| Suecia (Sverigetopplistan)                     | 2               |
| Suiza (Schweizer Hitparade)                    | 6               |

| País           | Lista (1983)                | Posición |
| -------------- | --------------------------- | -------- |
| Alemania       | Offizielle Deutsche Charts  | 38       |
| Australia      | Kent Music Report           | 10       |
| Bélgica        | Ultratop flamenca           | 42       |
| Canadá         | RPM Top Singles             | 1        |
| Estados Unidos | Billboard Hot 100           | 1        |
| Estados Unidos | Adult Contemporary          | 23       |
| Estados Unidos | Cash Box                    | 2        |
| Francia        | SNEP                        | 50       |
| Nueva Zelanda  | The Official NZ Music Chart | 35       |
| Países Bajos   | Nederlandse Top 40          | 42       |
| Reino Unido    | Official Charts Company     | 16       |
| Sudáfrica      | Springbok                   | 5        |

| País           | Lista (1980–1989) | Posición |
| -------------- | ----------------- | -------- |
| Estados Unidos | Billboard Hot 100 | 5        |

| País           | Lista             | Posición |
| -------------- | ----------------- | -------- |
| Estados Unidos | Billboard Hot 100 | 31       |

### Certificaciones
| País           | Organismo certificador | Certificación | Ventas    | Ref.   |
| -------------- | ---------------------- | ------------- | --------- | ------ |
| Alemania       | BVMI                   | Platino       | 600 000   | [ 45 ] |
| Dinamarca      | IFPI Dinamarca         | 2× Platino    | 180 000   | [ 46 ] |
| España         | PROMUSICAE             | 5× Platino    | 300 000   | [ 47 ] |
| Estados Unidos | RIAA                   | Oro           | 500 000   | [ 48 ] |
| Italia         | FIMI                   | 3× Platino    | 300 000   | [ 49 ] |
| Portugal       | AFP                    | 4× Platino    | 40 000    | [ 50 ] |
| Reino Unido    | BPI                    | 2× Platino    | 1 200 000 | [ 51 ] |

### Sucesión en listas
| Anterior: «Candy Girl» de New Edition                  | UK Singles Chart — Sencillo Nro 1 4 de junio de 1983 — 1 de julio de 1983          | Siguiente: «Baby Jane» de Rod Stewart                      |
| Anterior: «Words» de F. R. David                       | Irish Singles Chart — Sencillo Nro 1 4 de junio de 1983 — 1 de julio de 1983       | Siguiente: «Baby Jane» de Rod Stewart                      |
| Anterior: «Rock of Ages» de Def Leppard                | Mainstream Rock Tracks — Sencillo Nro 1 11 de junio de 1983 — 12 de agosto de 1983 | Siguiente: «Other Arms» de Robert Plant                    |
| Anterior: «Electric Avenue» de Eddy Grant              | RPM Top Singles — Sencillo Nro 1 2 de julio de 1983 — 15 de julio de 1983          | Siguiente: «I'm Still Standing» de Elton John              |
| Anterior: «Flashdance... What a Feeling» de Irene Cara | Billboard Hot 100 — Sencillo Nro 1 9 de julio de 1983 — 2 de septiembre de 1983    | Siguiente: «Sweet Dreams (Are Made of This)» de Eurythmics |